# Dorothee Theopold
Dorothee Theopold (auch: Dorothea Theopold; * 13. August 1886 in Lemgo; † 22. November 1926 ebenda) war eine deutsche Schriftstellerin.
Sie war die Tochter eines Gastwirts und Hotelbesitzers, der später einen Bauernhof bewirtschaftete. Theopold besuchte eine Höhere Töchterschule; eine weitere Ausbildung blieb ihr versagt. Sie verbrachte den Rest ihres Lebens mit ihren beiden Schwestern auf dem Hof der Eltern; zeitweise war sie als Gouvernante tätig.
Darüber hinaus verfasste Theopold Erzählungen, die thematisch meist in der Geschichte ihres Heimatorts Lemgo und des Lipperlandes angesiedelt sind.

## Werke

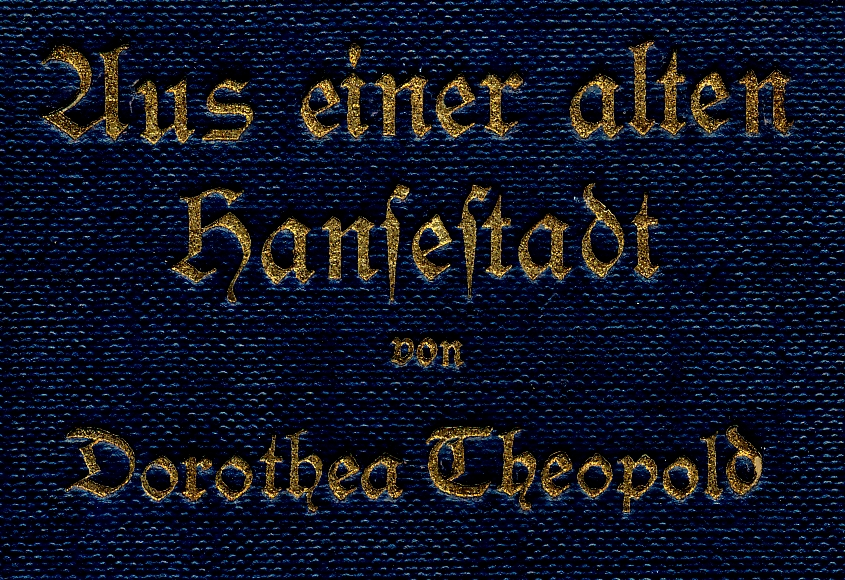
Aus einer alten Hansestadt, Lemgo 1921: Buchtitel in Goldschrift auf Leineneinband

- Der Hexenrichter von Lemgo und andere Novellen und Erzählungen aus dem Lande der Rose, Detmold 1919
- Aus einer alten Hansestadt, Erzählungen aus Lippe, mit Federzeichnungen von Gerhard Wedepohl, Lemgo 1921
- Aus der Franzosenzeit, Gütersloh 1928